# Patrick Maitland Wilson, 2. Baron Wilson
Patrick Maitland Wilson, 2. Baron Wilson (* 14. September 1915; † 1. Februar 2009) war ein britischer Peer.

## Leben und Karriere
Er war der Sohn des Feldmarschalls Henry Maitland Wilson, 1. Baron Wilson und dessen Gattin Hester Mary Wykeham.
Er wurde am Eton College ausgebildet. Während des Zweiten Weltkriegs diente er als Lieutenant-Colonel in einer Infanterieeinheit.
Am 12. Januar 1945 heiratete er Storeen Violet Campbell.
Beim Tod seines Vaters am 31. Dezember 1964 erbte er dessen Titel eines Baron Wilson, nebst dem damit verbundenen Sitz im House of Lords. Im Hansard sind keine Parlamentsreden von ihm verzeichnet. Seinen Sitz im House of Lords verlor er mit der Reform 1999.
Er starb am 1. Februar 2009 im Alter von 93 Jahren. Da er keine Nachkommen hinterließ, erlosch sein Adelstitel.